# Тихомандрицкий, Григорий Иванович
Григорий Иванович Тихомандрицкий (25 января (7 февраля) 1892, Козлов, Тамбовская губерния — 10 июля 1983 Москва) — русский офицер, поручик Гренадерского саперного Его Императорского Высочества Великого князя Петра Николаевича батальона, кавалер Георгиевского оружия, участник Первой мировой войны и Гражданской войны. Генерал-майор инженерно-технической службы, начальник Первой Петроградской военно-инженерной школы.

## Биография
Родился 25 января (7 февраля) 1892 в г. Козлове Тамбовской губернии, в семье потомственных дворян Тверской губернии.
Общее образование получил в Саратовском Александро-Мариинском реальном училище. Военное образование получил в Николаевском инженерном училище, выпущен подпоручиком в Гренадерский саперный Его Императорского Высочества Великого князя Петра Николаевича батальон.
Участник Первой мировой войны, награждён Георгиевским оружием за то, что

"… 27 и 28.09.1914 г., на укрепленной позиции у Гура-Пулавска, уже оставленной нашими отошедшими войсками, находился на минной станции № 2 и, лично руководя взрывами камнеметов, под действительным артиллерийским и ружейным огнем противника, остановил несколько ночных и дневных атак его, чем дал возможность нашим войскам совершить переправу и уничтожить мост.
В декабре 1917 г. принят в Инженерную академию на младший курс,  в марте 1920 года окончил Военную академию инженерных войск РККА, первый выпуск с квалификацией военный инженер. В 1923-24 годах – начальник Первой Петроградской военно-инженерной школы. В 1929 году под руководством Тихомандрицкого создан курс маскировки, который стал изучаться как самостоятельный предмет, а для его обеспечения организована лаборатория маскировки с обсервационной камерой и кабинетом дешифрирования аэроснимков. В 1930-е годы - начальник кафедры маскировки ВИА РККА, занимался конструированием табельных маскировочных средств и разработкой наставлений и инструкций по их использованию в боевом и оперативном обеспечении войск. В октябре - ноябре 1941 года при обороне Москвы принимал участие в маскировке особо важных объектов. Генерал-майор инженерно-технической службы (28.04.1943 г.), служил в Военной инженерной академии им. В. В. Куйбышева.
Похоронен на Хованском кладбище.

## Награды[6]
1914 г. – орден Св. Станислав III ст. с мечами и бантом,
1914 г. - орден Св. Анна IV ст. с надписью «за храбрость»,
1915 г. - Георгиевское оружие - ВП - 02.05.1915 г.,
1916 г. - орден Св. Анна III ст. с  мечами и бантом,
1916 г. - орден Св. Станиславу II ст.,
1916 г. - орден Св. Анна II ст. с мечами,
1916 г. - орден Св. Владимир IV ст. с мечами и бантом,
1944 - орден Красного Знамени,
1945 - медаль «За оборону Москвы»,
1945 - медаль «За победу над Германией в Великой Отечественной войне 1941-1945 гг.»,
1945 - орден Ленина,
1948 - орден Красного Знамени.